# Michele Mignani
Michele Mignani (Genova, 1972. április 30. –) olasz labdarúgó, jelenleg az US Poggibonsi játékosa.

## Külső hivatkozások
- Profil a La Gazzetta dello Sport oldalán (olaszul)
- Nemzetközi statisztika (olaszul)